# 東京都サッカー協会
公益財団法人東京都サッカー協会（こうえきざいだんほうじんとうきょうとサッカーきょうかい、英: Tokyo Football Association、略称：TFA）は、東京都教育委員会所管の公益財団法人で、東京都内で開催されるサッカー大会などを開催する機関。

## 役員
- 名誉会長：上野二三一
- 会長：林義規
- 副会長：大西正幸、漆間信吾
- 副会長兼専務理事：植田昌利
- 常務理事：吉實雄二

（2022年-2023年度）

## 主な主催大会
- 東京都サッカートーナメント
- 東京都クラブユースサッカーU-17選手権大会